# Francisco Matías Segundo de la Arriagada Argomedo
Francisco Matías Segundo de la Arriagada Argomedo (San Fernando, 26 de marzo de 1808 – Santiago, 2 de abril de 1872), licenciado en derecho, hacendado y diputado por Colchagua.

## Reseña
Hijo del curicano Félix José de la Arriagada y Maturana y de María Mercedes Argomedo y Montero. Nació en San Fernando el 26 de marzo de 1808, fue licenciado en derecho en 1828. Fue propietario de diversos inmuebles, en Santiago, Malloco, Valparaíso, en la provincia de Colchagua, fue dueño de las haciendas Cuenca, Roma, Cañadilla y Panilonco y en la provincia de Maule de las haciendas Guanaco y Guanaquillo. Ha sido considerado "uno de los 145 terratenientes más ricos del siglo XIX".
El 23 de noviembre de 1857 casó con Mercedes Herrera y Molina, con quien tuvo siete hijos. Sin embargo, además, tuvo tres hijos naturales con Carmen Palacios López, quien lo demandó por alimentos, reconocimiento del tercer hijo e indemnización pecuniaria por incumplimiento de promesa matrimonial. El tribunal sólo rechazó la última pretensión de la demandante. Además, tuvo dos hijos naturales con Bernarda Guzmán Camus, quien le entabló un juicio sobre filiación y alimentos, cuya sentencia dio la razón a la madre de los niños. Tuvo seis hijos naturales, uno de ellos nacido de una dama cuyo nombre se oculta.
Fue diputado suplente por Petorca, en el II Congreso Nacional de 1829, no tuvo ocasión de reemplazar al propietario, Juan Bautista García. Más tarde, fue diputado propietario por San Fernando, período comprendido entre los 1840 a 1843. 
Falleció en San Fernando el 2 de abril de 1872 y sepultado dos días más tarde en el Cementerio General de Santiago.